# Vimmerby IF
Vimmerby IF är en idrottsförening från Vimmerby i Småland. Föreningen bildades 1919 och har fotbollslag för damer, herrar, pojkar och flickor samt även parasport. Viktigaste återkommande arrangemanget är Bullerby cup, en fotbollsturnering för pojkar och flickor i åldrarna 10–14 år som årligen samlar omkring 200 lag.
Sommaren 2020 har föreningen ett damlag i Division 2 Nordöstra Götaland och ett herrlag i Div 4 Nordöstra. 2009/2010 vann Vimmerbys herrar SM i Futsal och fick representera Sverige i UEFA-spelet 2010.
Den mest framgångsrika fotbollsspelaren från klubben är Kosovare Asllani.

## Ishockey
Åren 1970–1975 hade Vimmerby IF ett representationslag i Division II, som vid denna tid verkligen var andradivisionen i ishockey. Bästa resultatet nåddes säsongen 1971/1972 då man nådde en tredjeplacering. Till säsongen 1975/76 gjordes en större serieomläggning inom ishockey och antalet lag i Division II minskades och serien fick namnet Division I. Vimmerby hade inte placerat sig högt nog för att få spela vidare i den nya divisionen. Föreningens lag återkom inte i de högre serierna och 1993 lades sektionen ner och Vimmerby Hockey bildades. Föreningens mest framgångsrika spelare är Thomas Rundqvist som hade en lång karriär med Färjestad BK i Elitserien som resulterade i tre SM-guld.